# Schneppenthal

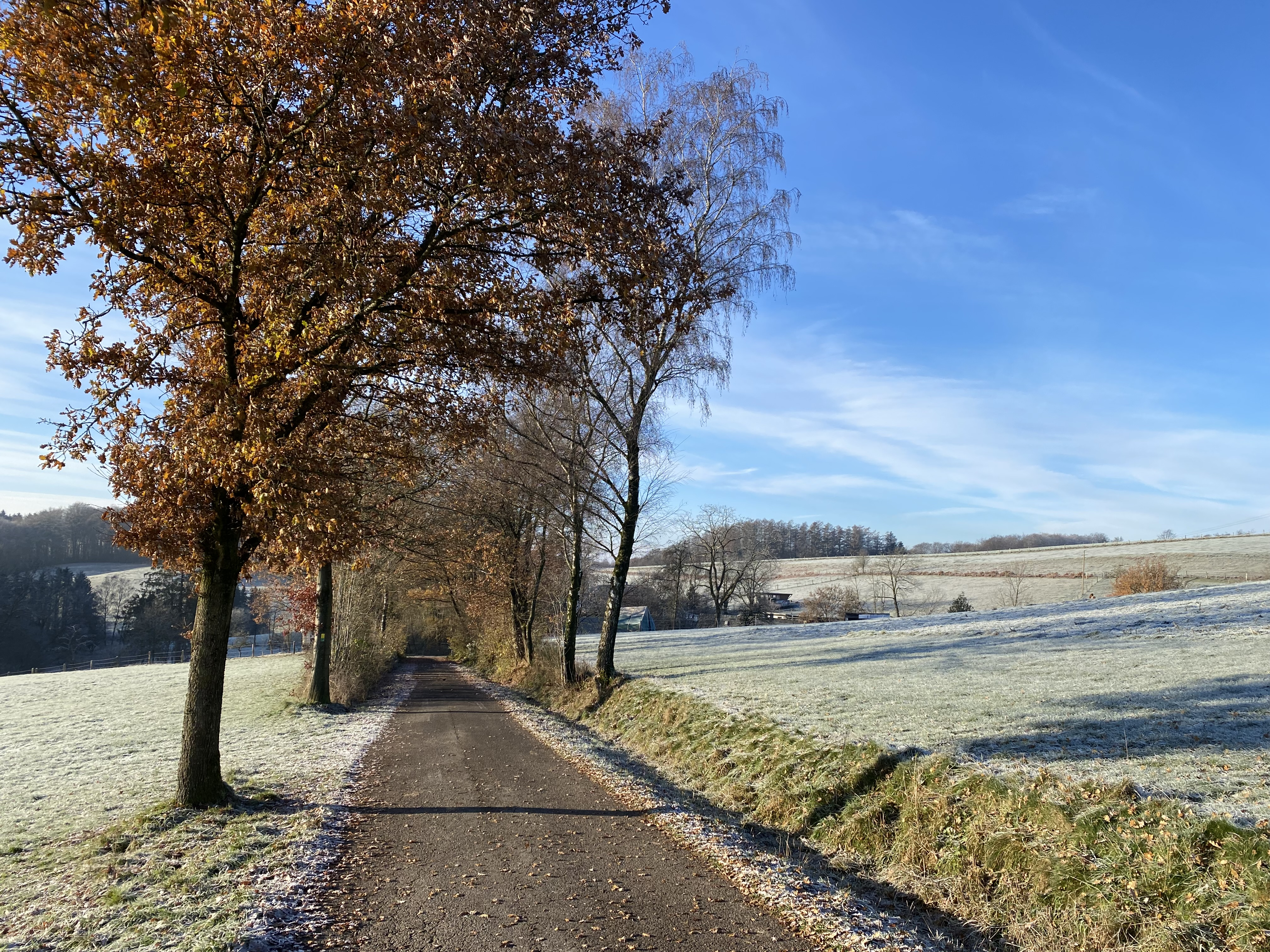
Allee nach Schneppendahl

Schneppenthal ist eine Hofschaft in Hückeswagen im Oberbergischen Kreis im Regierungsbezirk Köln in Nordrhein-Westfalen (Deutschland).

## Lage und Verkehrsanbindung
Schneppenthal liegt im südwestlichen Hückeswagen am Rande des Wald- und Naherholungsgebiets Mul. Nachbarorte sind Kleinenscheidt, Altenhof, Großenscheidt, Westhofen und Westhoferhöhe. Die Hofschaft ist über eine Zufahrtsstraße erreichbar, die bei Kleinenscheidt von der Kreisstraße K5 abzweigt.
Bei Schneppendahl entspringt der Schneppenthaler Bach, der im weiteren Verlauf in den Purder Bach mündet.

## Geschichte
1374 wurde der Ort das erste Mal urkundlich erwähnt: „Das Kölner St. Ursulastift hat Einkünfte u. a. aus dem Hof zum Snependale im Kirchspiel Hückeswagen“. Schreibweise der Erstnennung: Sneppendale.
Im 18. Jahrhundert gehörte der Ort zum  bergischen Amt Bornefeld-Hückeswagen. 1815/16 lebten 25 Einwohner im Ort. 1832 gehörte Schneppenthal unter dem Namen Schneppendahl der Großen Honschaft an, die ein Teil der Hückeswagener Außenbürgerschaft innerhalb der Bürgermeisterei Hückeswagen war. Der laut der Statistik und Topographie des Regierungsbezirks Düsseldorf als Weiler kategorisierte Ort besaß zu dieser Zeit drei Wohnhäuser und fünf landwirtschaftliche Gebäude. Zu dieser Zeit lebten 13 Einwohner im Ort, allesamt evangelischen Glaubens.
Im Gemeindelexikon für die Provinz Rheinland werden für 1885 drei Wohnhäuser mit 20 Einwohnern angegeben. Der Ort gehörte zu dieser Zeit zur Landgemeinde Neuhückeswagen innerhalb des Kreises Lennep. 1895 besaß der Ort zwei Wohnhäuser mit zehn Einwohnern, 1905 zwei Wohnhäuser und 15 Einwohner.

## Wander- und Radwege
Folgende Wanderwege führen durch den Ort:
- Der Ortswanderweg ▲ vom Radevormwalder Zentrum nach Purd